# Víctor Cuesta
Víctor Leandro Cuesta (La Plata, provincia de Buenos Aires, Argentina, 19 de noviembre de 1988) es un futbolista argentino. Juega como defensa en Newell’s Old Boys, de la Primera División de Argentina. 

## Trayectoria
Comenzó su carrera en Defensa y Justicia, y gracias a su buen rendimiento, Arsenal de Sarandí contrataría al jugador. Este pase significaría su debut en primera división. Después de varias temporadas en el club de Sarandí, donde fue campeón del Torneo Clausura 2012 y la Supercopa Argentina 2012, el jugador se va a préstamo a Huracán.
Formó parte de los planteles campeones de la Copa Argentina 2012/13 con Arsenal y de la Copa Argentina 2013/14 con Huracán, pero tanto en un caso como en el otro, no pudo festejar con sus compañeros, ya que fue transferido previo a las instancias decisivas. 
Durante su paso por Huracán, su nivel futbolístico fue alto. Esto produjo que Independiente estuviera interesado en contratarlo. Al principio, Arsenal de Sarandí quería retener al jugador por pedido de su director técnico, Martín Palermo y de su preparador físico, Rubén Mischuk. Sin embargo, una semana más tarde, después de una buena oferta, se realizó el traspaso a la institución de Avellaneda.
En Independiente, de la mano del DT Jorge Almirón, se afianzó en la zaga central, convirtiéndose en titular casi inmediatamente desde su arribo al club.
Con la llegada de Mauricio Pellegrino en la dirección técnica, Cuesta mantuvo su puesto y la titularidad en el equipo debido a su buen nivel. Al final de la temporada 2015, el club compró el 50% restante del pase, quedándose así con el total del mismo.
Siempre mantuvo buenas actuaciones en el equipo rojo y fue un talismán del equipo de Avellaneda, compartió la zaga defensiva de centrales con Hernan Pellerano, que en la última fecha del campeonato transición 2016 le cedió la cinta de capitán, antes de que Víctor viajara con la selección a disputar la Copa América Centenario. Sin dudas el llamado de la selección se debió a su buen nivel regular durante el primer semestre de 2016, aunque Gerardo Martino, DT de la selección, ya había mencionado el buen nivel de Cuesta en 2015.
En febrero de 2017, después de muchas idas y vueltas, fue traspasado al Internacional de Porto Alegre de Brasil la operación se cerró en 2 000 000 de dólares por el 50% del pase, a pagar en cuatro cuotas.

## Selección nacional
A partir de sus buenos rendimientos en Independiente, Gerardo Martino comenzó a mirar a Cuesta de cara a sexta fecha de las eliminatorias aunque finalmente no fue convocado para la misma. El 18 de abril de 2016 fue incluido en la lista preliminar de cara a los Juegos Olímpicos de Río de Janeiro 2016.
El 2 de mayo no fue incluido en la lista preliminar de la Copa América Centenario pero debido a las lesiones de Javier Pinola y Leonel Vangioni, Martino pidió un permiso especial a la organización para que le permitan convocar a Cuesta al torneo continental. El entrenador decidió aguardar la decisión por parte de la organización hasta último momento dando a conocer la lista final al recibir la aprobación, siendo Cuesta uno de los 23 jugadores finalmente convocados para el torneo. El 27 de mayo debutó en un partido amistoso de cara a la copa América frente a Honduras, ingresando en el segundo tiempo.
El 14 de junio de 2016, en su segundo partido como jugador de la selección nacional, convierte su primer gol frente a Bolivia en Seattle.

### Participaciones con la selección
| Torneo                  | Sede           | Resultado  | Partidos | Goles |
| ----------------------- | -------------- | ---------- | -------- | ----- |
| Copa América Centenario | Estados Unidos | Subcampeón | 2        | 1     |

## Estadísticas

### Clubes
Actualizado hasta su último partido disputado el 3 de abril de 2025.
| Club                              | Div.          | Temporada     | Liga  | Liga  | Liga   | Estatales | Estatales | Estatales | Copas nacionales | Copas nacionales | Copas nacionales | Torneos internacionales | Torneos internacionales | Torneos internacionales | Total | Total | Total  |
| Club                              | Div.          | Temporada     | Part. | Goles | Asist. | Part.     | Goles     | Asist.    | Part.            | Goles            | Asist.           | Part.                   | Goles                   | Asist.                  | Part. | Goles | Asist. |
| --------------------------------- | ------------- | ------------- | ----- | ----- | ------ | --------- | --------- | --------- | ---------------- | ---------------- | ---------------- | ----------------------- | ----------------------- | ----------------------- | ----- | ----- | ------ |
| Defensa y Justicia Argentina      | 2.ª           | 2009-10       | 17    | 1     | 0      | —         | —         | —         | —                | —                | —                | —                       | —                       | —                       | 17    | 1     | 0      |
| Defensa y Justicia Argentina      | 2.ª           | 2010-11       | 17    | 1     | 0      | —         | —         | —         | —                | —                | —                | —                       | —                       | —                       | 17    | 1     | 0      |
| Defensa y Justicia Argentina      | Total club    | Total club    | 34    | 2     | 0      | 0         | 0         | 0         | 0                | 0                | 0                | 0                       | 0                       | 0                       | 34    | 2     | 0      |
| Arsenal de Sarandí Argentina      | 1.ª           | 2011-12       | 8     | 0     | 0      | —         | —         | —         | 2                | 1                | 0                | 3                       | 0                       | 0                       | 13    | 1     | 0      |
| Arsenal de Sarandí Argentina      | 1.ª           | 2012-13       | 11    | 1     | 0      | —         | —         | —         | 1                | 0                | 0                | 4                       | 0                       | 0                       | 16    | 1     | 0      |
| Arsenal de Sarandí Argentina      | 1.ª           | 2014          | —     | —     | —      | —         | —         | —         | 1                | 1                | 0                | —                       | —                       | —                       | 1     | 1     | 0      |
| Arsenal de Sarandí Argentina      | Total club    | Total club    | 19    | 1     | 0      | 0         | 0         | 0         | 4                | 2                | 0                | 7                       | 0                       | 0                       | 30    | 3     | 0      |
| C. A. Huracán Argentina           | 2.ª           | 2013-14       | 33    | 1     | 0      | —         | —         | —         | 1                | 0                | 1                | —                       | —                       | —                       | 34    | 1     | 1      |
| C. A. Huracán Argentina           | Total club    | Total club    | 33    | 1     | 0      | 0         | 0         | 0         | 1                | 0                | 1                | 0                       | 0                       | 0                       | 34    | 1     | 1      |
| C. A. Independiente Argentina     | 1.ª           | 2014          | 16    | 1     | 0      | —         | —         | —         | 1                | 0                | 0                | —                       | —                       | —                       | 17    | 1     | 0      |
| C. A. Independiente Argentina     | 1.ª           | 2015          | 30    | 1     | 0      | —         | —         | —         | 2                | 0                | 1                | 6                       | 0                       | 0                       | 38    | 1     | 1      |
| C. A. Independiente Argentina     | 1.ª           | 2016          | 15    | 3     | 0      | —         | —         | —         | 1                | 0                | 0                | —                       | —                       | —                       | 16    | 3     | 0      |
| C. A. Independiente Argentina     | 1.ª           | 2016-17       | 12    | 1     | 0      | —         | —         | —         | —                | —                | —                | 4                       | 0                       | 0                       | 16    | 1     | 0      |
| C. A. Independiente Argentina     | Total club    | Total club    | 73    | 6     | 0      | 0         | 0         | 0         | 4                | 0                | 1                | 10                      | 0                       | 0                       | 87    | 6     | 1      |
| S. C. Internacional · Brasil      | 2.ª           | 2017          | 27    | 3     | 0      | 9         | 1         | 0         | 4                | 0                | 0                | —                       | —                       | —                       | 40    | 4     | 0      |
| S. C. Internacional · Brasil      | 1.ª           | 2018          | 34    | 2     | 2      | 7         | 0         | 0         | 6                | 0                | 0                | —                       | —                       | —                       | 47    | 2     | 2      |
| S. C. Internacional · Brasil      | 1.ª           | 2019          | 31    | 1     | 1      | 11        | 0         | 0         | 8                | 0                | 2                | 10                      | 0                       | 0                       | 60    | 1     | 3      |
| S. C. Internacional · Brasil      | 1.ª           | 2020          | 35    | 1     | 1      | 8         | 0         | 0         | 4                | 0                | 0                | 10                      | 0                       | 0                       | 57    | 1     | 1      |
| S. C. Internacional · Brasil      | 1.ª           | 2021          | 35    | 0     | 5      | 9         | 0         | 0         | 2                | 0                | 1                | 8                       | 2                       | 1                       | 54    | 2     | 7      |
| S. C. Internacional · Brasil      | 1.ª           | 2022          | —     | —     | —      | 11        | 0         | 1         | 1                | 0                | 0                | —                       | —                       | —                       | 12    | 0     | 1      |
| S. C. Internacional · Brasil      | Total club    | Total club    | 162   | 7     | 9      | 55        | 1         | 1         | 25               | 0                | 3                | 28                      | 2                       | 1                       | 270   | 10    | 14     |
| Botafogo F. R. · Brasil           | 1.ª           | 2022          | 29    | 4     | 2      | —         | —         | —         | —                | —                | —                | —                       | —                       | —                       | 29    | 4     | 2      |
| Botafogo F. R. · Brasil           | 1.ª           | 2023          | 35    | 1     | 1      | 11        | 2         | 0         | 5                | 1                | 0                | 11                      | 0                       | 0                       | 62    | 4     | 1      |
| Botafogo F. R. · Brasil           | Total club    | Total club    | 64    | 5     | 3      | 11        | 2         | 0         | 5                | 1                | 0                | 11                      | 0                       | 0                       | 91    | 8     | 3      |
| E. C. Bahia · Brasil              | 1.ª           | 2024          | 7     | 0     | 0      | 8         | 0         | 0         | 3                | 0                | 1                | —                       | —                       | —                       | 18    | 0     | 1      |
| E. C. Bahia · Brasil              | Total club    | Total club    | 7     | 0     | 0      | 8         | 0         | 0         | 3                | 0                | 1                | 0                       | 0                       | 0                       | 18    | 0     | 1      |
| C. A. Newell's Old Boys Argentina | 1.ª           | 2025          | 5     | 0     | 0      | —         | —         | —         | 1                | 0                | 0                | —                       | —                       | —                       | 6     | 0     | 0      |
| C. A. Newell's Old Boys Argentina | Total club    | Total club    | 5     | 0     | 0      | 0         | 0         | 0         | 1                | 0                | 0                | 0                       | 0                       | 0                       | 6     | 0     | 0      |
| Total carrera                     | Total carrera | Total carrera | 397   | 22    | 12     | 74        | 3         | 1         | 43               | 3                | 6                | 56                      | 2                       | 1                       | 570   | 30    | 20     |
| 1. 2. 3. 4.                       |               |               |       |       |        |           |           |           |                  |                  |                  |                         |                         |                         |       |       |        |

### Selección nacional
Actualizado hasta su último partido disputado el 22 de junio de 2016.
| Selección          | Año             | Amistosos | Amistosos | Amistosos | Eliminatorias | Eliminatorias | Eliminatorias | Continental | Continental | Continental | Mundial | Mundial | Mundial | Total | Total | Total  |
| Selección          | Año             | Part.     | Goles     | Asist.    | Part.         | Goles         | Asist.        | Part.       | Goles       | Asist.      | Part.   | Goles   | Asist.  | Part. | Goles | Asist. |
| ------------------ | --------------- | --------- | --------- | --------- | ------------- | ------------- | ------------- | ----------- | ----------- | ----------- | ------- | ------- | ------- | ----- | ----- | ------ |
| Sub-23 Argentina   | 2016            | —         | —         | —         | —             | —             | —             | —           | —           | —           | 2       | 0       | 0       | 2     | 0     | 0      |
| Sub-23 Argentina   | Total           | 0         | 0         | 0         | 0             | 0             | 0             | 0           | 0           | 0           | 2       | 0       | 0       | 2     | 0     | 0      |
| Absoluta Argentina | 2016            | 1         | 0         | 0         | —             | —             | —             | 2           | 1           | 0           | —       | —       | —       | 3     | 1     | 0      |
| Absoluta Argentina | Total           | 1         | 0         | 0         | 0             | 0             | 0             | 2           | 1           | 0           | 0       | 0       | 0       | 3     | 1     | 0      |
| Total selección    | Total selección | 1         | 0         | 0         | 0             | 0             | 0             | 2           | 1           | 0           | 2       | 0       | 0       | 5     | 1     | 0      |
| 1. 2.              |                 |           |           |           |               |               |               |             |             |             |         |         |         |       |       |        |

## Palmarés

### Campeonatos estatales
| Título        | Club                | Estado            | Año  |
| ------------- | ------------------- | ----------------- | ---- |
| Recopa Gaúcha | S. C. Internacional | Rio Grande do Sul | 2017 |

### Campeonatos nacionales
| Título              | Club               | País      | Año    |
| ------------------- | ------------------ | --------- | ------ |
| Primera División    | Arsenal de Sarandí | Argentina | C-2012 |
| Supercopa Argentina | Arsenal de Sarandí | Argentina | 2012   |